# Koszkuh (Fars)
Koszkuh (perski: كشكوه) – wieś w południowym Iranie, w ostanie Fars. W 2006 roku miejscowość liczyła 124 mieszkańców w 28 rodzinach.